# Automolius valgoides
Automolius valgoides är en skalbaggsart som beskrevs av Blanchard 1850. Automolius valgoides ingår i släktet Automolius och familjen Melolonthidae. Inga underarter finns listade.